# جمالات شيحة
جمالات شيحة (1933 - 3 مايو 2018) هي إحدى رائدات الفن الشعبي المصري، قدمت العديد من أغاني التراث المصري الشعبي مما جعلها تتربع على عرش أهم مطربات الغناء الشعبي في التاريخ المصري.

## حياتها
ولدت جمالات شيحة في محافظة الشرقية بقرية كوم حلين التابعة لمركز منيا القمح عام 1933 لـ 10 أشقاء، ولدت في بيت فني لوالد يحب المواويل ويتغنى بها بصوته العذب وكانت تتقن الغناء بصوتها الجميل هي وشقيقتها رضا، والتي حفظتها جمالات عنه، بدأت الغناء في الأفراح والموالد في القرى والنجوع منذ طفولتها حتى التقى بها الفنان الشعبي زكريا الحجاوي، حيث كان يجوب مصر بحثاً عن الأصوات الشعبية المتميزة، أقنعها الحجاوي بالانتقال إلى القاهرة والاستقرار بها، حيث انضمت إلى فرقة «الفلاحين للغناء الشعبي» عام 1961، واستقرت شيحة في منطقة إمبابة بمحافظة الجيزة حتى وفاتها، لم تكن تجيد القراءة ولا الكتابة ولكنها اعتمدت على ذاكرتها في حفظ كلمات المواويل والأغاني، وتزوجت من الحاج زكي زكريا والذي كان يعمل صولاً في الشرطة، وكان من أكبر داعميها طوال مسيرتها الفنية، توفت جمالات شيحة الخميس 3 مايو عام 2018 عن عمر يناهز 85 عاماً.

## جولاتها
من القرى والنجوع إلى مسارح مصر ومسارح دول العالم المختلفة، لم يذع سيط جمالات شيحة في مصر وحسب بل انطلق إلى شمال إفريقيا والشرق الأوسط والعالم أجمع، أقامت شيحة حفلات غنائية في اليابان وفرنسا والولايات المتحدة الأمريكية وبلجيكا والأردن وتونس وغيرها من دول العالم.

## أغانيها
- على ورق الفل دلعني
- أنا شرقاوية
- يا حلو غيرت رأيك فينا
- وأنا رايحة الحسين
- اتدلع يا حلو
- على بلد المحبوب
- رسينى يا ساقية عذاب
- ياما دقت على الراس طبول
- خد البزة